# Хвалібота Михайло
Михайло Хвалібота (псевдо: «Лис», «Бородатий») (* 1915, с. Реклинець, Сокальський район, Львівська область — † 1 лютого 1949, біля с. Великі Передримихи, Жовківський район, Львівська область) — хорунжий УПА, командир Тактичного відтинку ТВ-12 «Климів», куреня «Галайда», сотень «Перебийніс» і «Тигри».
Лицар Срібного Хреста Бойової Заслуги 1-го кл.

## Життєпис
Народився 1915 року у селі Реклинець (тепер Сокальський район Львівська область).
З 1943 в УПА. Пройшов шлях від рядового вояка до командира сотні. 
Повернувся на Львівщину навесні 1944 року і взяв участь у творенні відділів УПА воєнної округи «Буг». Організував та очолив сотню «Перебийніс», якою командував до вересня 1944, а тоді через важку хворобу відійшов на лікування. 
З листопада 1944 року очолив курінь УПА «Галайда» і одночасно Сокальський тактичний відтинок УПА (ТВ-12 «Климів»). Під його командуванням цей відділ перебув зиму 1944-1945, провівши низку успішних боїв, наскоків і засідок. 
26 квітня 1945 здійснював оперативне командування відділами УПА під час наскоку на райцентр Радехів. 
Потім був призначений командиром сотні «Тигри». З 1946 року перейшов на працю у підпільну мережу ОУН, виконував обов’язки військового референта Кам’янецького надрайону. 
Загинув 1 лютого 1949 року в бою з підрозділом НКВС біля с. Великі Передримихи (Жовківський район Львівська область).

## Нагороди
- Згідно з Наказом Головного військового штабу УПА ч. 1/45 від 25.04.1945 р. старший булавний УПА Михайло Хвалібота – «Лис» нагороджений Срібним хрестом бойової заслуги УПА 1 класу.

## Вшанування пам'яті
14.10.2017 р. від імені Координаційної ради з вшанування пам’яті нагороджених Лицарів ОУН і УПА у м. Сокаль Львівської обл. Срібний хрест бойової заслуги УПА 1 класу (№ 012) переданий Ганні Хижинській, племінниці Михайла Хваліботи – «Лиса».